# Kapelica Srca Isusova u Markuševcu
Kapelica Srca Isusova katolička je kapela koja se nalazi u zagrebačkoj četvrti Podsljeme u naselju Markuševec. Sagrađena je 1907. godine na obronku Medvednice na sjecištu ulica Mrzljak i Sitari, zahvaljujući materijalnim sredstvima žitelja Sitara.

## Povijest
Kapelica je blagoslovljena 1907. godine. Izgrađena je poticajem i zalaganjem Vida Đurana.
U kapelici se nalazi kameni kip Srca Isusova visine jednoga metra, a pored njega se nalaze kipovi dva anđela. Vrata kapele i dva prozorčića zaštićena su kovanim željezom. Krovište trokutastoga zabata i polukružnog nastavka završava križem. Iznad ulaza u unutrašnjost kapele nalazi se natpis »Srce Isusovo«. Ispred ulaza je 1980. godine izgrađena betonska konstrukcija sa zvonom i satom.
Godine 2006., tijekom pripreme za obilježavanje stote obljetnice kapelice, izvršena je temeljita obnova objekta.

## Galerija
- Pogled na kapelu i njen okoliš
- Unutrašnjost kapele
- Kip Isusa i kipovi dva anđela